# Romaniphilologie
Romaniphilologie ist die Sprach- und Literaturwissenschaft (Philologie), die sich mit Romani, der Sprache der Roma (im deutschsprachigen Raum auch Romanes genannt), beschäftigt.

## Untersuchungsgegenstand
Ziel der Romaniphilologie ist eine vollständige Beschreibung des Romani einschließlich seiner Aussprache (Phonologie), Wortbildung (Morphologie), Satzbau (Syntax) und seiner Dialekte. Die Romaniphilologie erforscht außerdem den historischen Hintergrund und die sprachliche Herkunft des Romani. Ein weiterer wichtiger Forschungsbereich ist die Untersuchung von Entlehnungen aus anderen Sprachen im Wortschatz und auch im Satzbau von Romani. Sie untersucht auch die Wechselwirkungen des Romani mit anderen Sprachen, einschließlich der Entstehung von Mischsprachen auf der Basis des Romani, die sogenannten Para-Romani-Sprachen, wie das Caló aus Spanien und das Anglo-Romani aus Großbritannien. Auch soziolinguistische Fragestellungen wie die Frage nach der Zahl der Sprecher des Romani, Bilingualismus oder Dialektklassifikationen sind von Bedeutung. Ergebnisse aus der sprachwissenschaftlichen Forschung fließen in die Sprachplanung ein und in Versuche, für das gesprochene Romani eine einheitliche Schriftsprache (Codifizierung) festzulegen.
Romaniphilologen haben sich ferner mit der mündlichen Überlieferung der Roma befasst; schon frühe Romaniphilologen des 19. Jahrhunderts haben zur Kultur der Roma geforscht und im Rahmen dessen z. B. Lieder und Erzählungen der Roma gesammelt. Heutige Projekte suchen beispielsweise ein elektronisches Wörterbuch des Romani zu erstellen. Andere Projekte versuchen, das Erbe der Romani in interaktiven elektronischen Datenbanken festzuhalten.

## Ursprünge und Geschichte der Disziplin
Die früheste überlieferte Quelle zur Sprache der Roma ist eine Liste von 13 Sätzen aus dem Romani mit deren englischen Übersetzungen von 1542, die von Andrew Borde in England unter dem Titel Egipt Speche (dt. ‚ägyptische Sprache‘) veröffentlicht wurde. Weitere erste Versuche, Beispiele aus dem Romani schriftlich festzuhalten, sind eine Liste mit 53 Wörtern und Phrasen aus dem Romani mit ihrer niederdeutschen Übersetzung aus dem 16. Jahrhundert (heute im niederländischen Staatsarchiv in Groningen) sowie 53 Wörter und ihre lateinische Übersetzung von Professor Bonaventura Vulcanius aus Leiden im Jahr 1597. Weitere Wortlisten finden sich 1668 im Balkan (mit einer Übersetzung ins Türkische) und eine Wortliste in Frankfurt 1691.
Eine erste Blüte erreichte die Erforschung und Dokumentation des Romani im 18. Jahrhundert: Zahlreiche weitere Wortsammlungen erschienen, ferner wurde das Romani Gegenstand der sprachwissenschaftlichen Forschung, was 1777 in der Entdeckung kulminierte, dass Romani indische Ursprünge hat und eine indoarische Sprache ist. Johann Rüdiger, Professor in Halle, kam als erster zu dieser Schlussfolgerung; von ihm stammt auch der erste Entwurf einer Grammatik des Romani und ein Vergleich mit dem Hindustani.
Ein wichtiger Meilenstein für die Etablierung der Romaniphilologie als wissenschaftliche Disziplin ist die Forschung von August Friedrich Pott, einschließlich seiner vergleichenden Grammatik und etymologischen Wörterbuchs des Romani von 1844–45. August Pott wird auch als Begründer der Romaniphilologie betrachtet. Potts grundlegende Forschungen wurden etwa 20 Jahre später durch Franz von Miklosich ergänzt, der einen 16-bändigen Überblick über die Dialekte des Romani vorlegte. Weitere wichtige Meilensteine für die Romaniphilologie sind die erstmalige Publikation der Zeitschrift Journal of the Gypsy Lore Society 1888 (seit 2000 unter dem Namen Romani Studies) und John Sampsons Monumentalwerk Dialect of the Gypsies in Wales 1926, eine Grammatik und etymologisches Wörterbuch des (heute ausgestorbenen) Welsh-Romani.
Nach dem Zweiten Weltkrieg erweiterten sich die Forschungsschwerpunkte der Romaniphilologie um neue Themen wie Fragen des Sprachkontakts, Sprachverwendung oder Sprachplanung, auch motiviert durch den aufkommenden politischen Aktivismus der Roma in den 1970er und 1980er Jahren. Die Romaniphilologie erlebte durch die politischen Veränderungen in Mittel- und Osteuropa, wo eine Mehrheit der Romani-Sprecher lebt, einen weiteren Aufschwung in den 1990er Jahren. Die Forschung profitierte außerdem von staatlicher Förderung und einem internationalen Austausch unter Forschenden, einschließlich der Etablierung der International Conference on Romani Linguistics (erstmals in Hamburg 1993).
Seit den 2000er Jahren zeichnet sich eine zunehmende Beteiligung von Romani-Sprechern an der Erforschung und Förderung des Romani, allerdings ist der Forschungsbereich immer noch durch einen hohen Anteil von nicht-muttersprachlichen Forschenden gekennzeichnet. Wichtige Themen in dem Zusammenhang sind die ethische Verantwortung der Forschenden in der Feldforschung und die Anwendung der Ergebnisse aus der Romaniphilologie für die Sprachplanung und -förderung.